# Ричард из Бери
Ри́чард из Бе́ри (Ричард де Бари, англ. Richard de Bury, настоящая фамилия — Онжервиль, Aungerville или Aungervyle; 24 января 1287, Бери-Сент-Эдмундс, Англия — 14 апреля 1345, Окленд, Англия) — английский библиофил, государственный деятель и епископ.

## Биография

### Ранние годы и образование
Ричард де Бери родился недалеко от Бери-Сент-Эдмундса в графстве Саффолк в семье сэра Ричарда Онгавайла, который был потомком рыцаря, сражавшегося на стороне Вильгельма I Завоевателя. Онгавайл поселился в Лестершире, и семья получила во владение поместье Уиллоуби.
Сэр Ричард Онгервиль умер, когда де Бюри был ещё ребёнком. Его воспитанием занимался дядя по материнской линии Джон де Уиллоуби, и после окончания гимназии он был отправлен в Оксфордский университет, где изучал философию и теологию. 

### Карьера
Часто сообщается, что де Бюри стал бенедиктинским монахом в Даремском соборе, хотя несколько авторитетных источников оспаривают это, поскольку нет никаких свидетельств того, что он вступил в орден.
Каким-то образом он оказался вовлечён в интриги, предшествовавшие свержению короля Эдуарда II, и снабжал королеву Изабеллу и её любовника Роджера Мортимера в Париже деньгами в 1325 году из доходов Бриенны, казначеем которой он был. Некоторое время ему приходилось скрываться в Париже от офицеров, посланных Эдуардом II, чтобы задержать его.
После вступления на престол Эдуарда III, которого Ричард обучал, когда тот был графом Честера, его заслуги были вознаграждены быстрым продвижением по службе. Он был казначеем короля (1327–1328), казначеем гардероба (1328–1329) и лордом-хранителем Малой печати в 1329 году. В 1333 году упоминается в качестве секретаря короля Эдуарда III.
Король неоднократно рекомендовал его папе и дважды, в 1330 и 1333 годах, отправлял его послом к папскому двору в изгнании в Авиньоне. В первый из этих визитов он встретился с коллегой-библиофилом Петраркой, который оставил свои впечатления об Онжервиле как о «не безграмотном в литературе и с юности любопытном до невероятия скрытом». 10 января 1334 года, по рекомендации папы Иоанна XXII и при поддержке короны и архиепископа Кентерберийского, получил должность епископа Дарема, обойдя местного претендента, суб-приора Роберта де Грейстэнса.
Занимался коллекционированием книг и рукописей — в его богатой коллекции были древние манускрипты, которые впоследствии отошли Оксофордскому университету, но до сегодняшнего дня не сохранились.
Автор трактата на латыни «Филобиблон» (лат. Philobiblon), в котором рассказывает о пользе чтения и любви к литературе. Этот трактат является одним из самых ранних произведений, подробно обсуждающих библиотечное дело, коллекционирование книг, уход за ними, преимущества любви к книгам и плачевные для книг последствия войн. «Филобиблон» был завершён в 1344 году и впервые напечатан в 1473 году. На русский язык трактат был переведён только в 1984 году.
Участвовал также в государственном и церковном управлении делами Англии.

### Смерть
Скончался 14 апреля 1345 года в Окленде.

### Атрибуция
- Эта статья (раздел) содержит текст, взятый (переведённый) из статьи «Aungervyle, Richard» (ред. — Chisholm, Hugh) Vol. 2 (11th ed.) из одиннадцатого издания «Британской энциклопедии», перешедшего в общественное достояние.